# Flectonotus fitzgeraldi
Flectonotus fitzgeraldi är en groddjursart som först beskrevs av Parker 1934.  Flectonotus fitzgeraldi ingår i släktet Flectonotus och familjen Hemiphractidae. IUCN kategoriserar arten globalt som starkt hotad. Inga underarter finns listade i Catalogue of Life.